# Kabinett Müller II (Baden-Württemberg)
Das Kabinett Müller II wurde am 19. November 1953 in der 1. Sitzung des Landtags von Baden-Württemberg ernannt, nachdem sich die Verfassungsgebende Landesversammlung in einen solchen umgewandelt hatte. Ministerpräsident Müller, der bereits seit dem 30. September 1953 im Amt war, wurde wiedergewählt, und der Landtag bestätigte das Kabinett als Ganzes. Die Zusammensetzung blieb gegenüber dem Kabinett Müller I unverändert.

## Kabinett
| Amt                                                             | Name                               | Partei | Partei  |
| --------------------------------------------------------------- | ---------------------------------- | ------ | ------- |
| Ministerpräsident                                               | Gebhard Müller                     |        | CDU     |
| Stellvertretender Ministerpräsident und Minister für Wirtschaft | Hermann Veit                       |        | SPD     |
| Justiz                                                          | Wolfgang Haußmann                  |        | FDP/DVP |
| Inneres                                                         | Fritz Ulrich                       |        | SPD     |
| Kultus                                                          | Wilhelm Simpfendörfer              |        | CDU     |
| Finanzen                                                        | Karl Frank                         |        | FDP/DVP |
| Ernährung, Landwirtschaft und Forsten                           | Eugen Leibfried                    |        | CDU     |
| Arbeit                                                          | Ermin Hohlwegler                   |        | SPD     |
| Vertriebene, Flüchtlinge und Kriegsgeschädigte                  | Eduard Fiedler                     |        | GB/BHE  |
| Bundesangelegenheiten                                           | Oskar Farny                        |        | CDU     |
| Staatsräte                                                      | Anton Dichtel und Friedrich Werber |        | CDU     |